# 川瀬翠子
川瀬 翠子（かわせ すいこ、2012年3月27日 - ）は、日本の子役、タレント。
東京都出身。スマイルモンキーに所属。

## 人物
趣味は絵を描くこととダンス。特技はバレエ。
妹は同じスマイルモンキーに所属する川瀬映子。
2025年8月、応募総数 2,783人の中から「ミスセブンティーン2025」のファイナリスト10人に選出された。

## 出演

### テレビドラマ
- カンナさーん! 最終話（2017年、TBS）優亜 役

### その他のテレビ番組
- いないいないばあっ!（2013年、NHK Eテレ）
- それいけ!アンパンマンくらぶ（2016年 - 2020年、BS日テレ）
- 天才てれびくんYOU（2018年・2019年、NHK Eテレ）幼い梨々杏 役
- ゴー!ゴー!キッチン戦隊クックルン（2019年4月1日 - 2021年3月26日、NHK Eテレ）主演・アユ 役

### インターネットテレビ
- しろときいろ〜ハワイと私のパンケーキ物語〜（2018年、Amazonプライムビデオ）澤野夏海（幼少期） 役
- 対ありでした。 〜お嬢さまは格闘ゲームなんてしない〜（2023年、Lemino）深月綾（幼少期） 役

### CM
- NTT docomo「Mr.Children×docomo」25周年ムービー（2017年）
- 富士住建（2017年）[6]
- タカラトミー「ディズニー ちいさなプリンセスソフィア おしゃべりコンパクト」（2017年）
- タカラトミー「ディズニープリンセス おしゃれドレスでプリンセスパーティー!」（2018年）[7]
- 日本コカ・コーラ ファンタ「夏はおうちで #ファンタミックス」篇（2021年）[8]
- BANDAI SPIRITS、バンプレスト「美少女戦士セーラームーンEternal」Q posket（2022年 - ）ちびホラン 役[9]

## 書籍

### 雑誌
- ニコ☆プチ（2022年2月号 - ）専属モデル